# Leon Ames
Leon Ames (Portland, 20 de janeiro de 1902 – Los Angeles, 12 de outubro de 1993) foi um ator estadunidense. Ele é mais lembrado pelos filmes Agora Seremos Felizes (1944), Quatro destinos (1949), Meus Braços Te Esperam (1951) e Lua Prateada (1953). Ames foi último fundador vivo da Screen Actors Guild.

## Carreira
Ames é mais lembrado como Alonzo Smith, pai de Judy Garland no clássico do cinema de 1944, Meet Me in St. Louis, e por seus papéis principais como personagem-título na série de televisão dos anos 1950 Life with Father e a série dos anos 1960 Pai da noiva.
Em 1933, Ames foi um dos 19 atores que se reuniram para incorporar um sindicato para artistas de cinema. O Screen Actors Guild hoje tem 88 mil membros. Ele serviu no conselho da Guild por mais de 30 anos e foi presidente nacional em 1957 e 1958. Quando se aposentou do conselho em 1979, recebeu o título de presidente emérito e, em 1981, recebeu Screen Actors Guild Life Achievement.

## Filmografia completa
- Quick Millions (1931) como Hood (como Leon Waycoff)
- Cannonball Express (1932) como Jack Logan (como Leon Waycoff)
- Murders in the Rue Morgue (1932) como Pierre Dupin (como Leon Waycoff)
- Stowaway (1932) como Tommy (como Leon Waycoff)
- State's Attorney (1932) como First Trial Prosecutor (sem créditos)
- The Famous Ferguson Case (1932) como Judd Brooks (como Leon Waycoff)
- Thirteen Women (1932)
- A Successful Calamity (1932) como Barney Davis - Witon's Junior Associate (como Leon Waycoff)
- That's My Boy (1932) como Al Williams (como Leon Waycoff)
- Uptown New York (1932) como Max Silver (como Leon Waycoff)
- Silver Dollar (1932) como Yates' Secretary (sem créditos)
- Parachute Jumper (1933) como Pilot com Alabama (sem créditos)
- Forgotten (1933) como Louie Strauss (como Leon Waycoff)
- Alimony Madness (1933) como John Thurman (como Leon Waycoff)
- The Man Who Dared (1933) como (como Leon Waycoff)
- Ship of Wanted Men (1933) como Capt. John Holden (como Leon Waycoff)
- Only Yesterday (1933) como Lee (sem créditos)
- The Crosby Case (1934) como Clifford Mulford (sem créditos)
- I'll Tell the World (1934) como Spud Marshall (como Leon Waycoff)
- Now I'll Tell (1934) como Max (como Leon Waycoff)
- The Count of Monte Cristo (1934) como Beauchamp (sem créditos)
- Mutiny Ahead (1935) como McMurtrie
- Rescue Squad (1935) como Lester Vaughn (como Leon Waycoff)
- Reckless (1935) como Ralph Watson (como Leon Waycoff)
- Strangers All (1935) como Frank Walker
- Get That Man (1935) como Don Clayton / McDonald (como Leon Waycoff)
- Death in the Air (1936) como Carl Goering
- Song of Revolt (1937, Short) como Claude Joseph Rouget de Lisle
- Soak the Poor (1937, Short) como Special Investigator Stanton
- Charlie Chan on Broadway (1937) como Buzz Moran
- Dangerously Yours (1937) como Phil
- Murder in Greenwich Village (1937) como Rodney Hunter
- 45 Fathers (1937) como Vincent
- The Spy Ring (1938) como Frank Denton
- International Settlement (1938) como Monte Silvers
- Walking Down Broadway (1938) como Frank Gatty
- Bluebeard's Eighth Wife (1938) como Ex-Chauffeur (sem créditos)
- Island in the Sky (1938) como Marty Butler
- Come On, Leathernecks! (1938) como Otto Wagner / Baroni
- Mysterious Mr. Moto (1938) como Paul Brissac
- Suez (1938) como Napoleon III - Emperor of France
- Cipher Bureau (1938) como Maj. Philip Waring
- Strange Faces (1938) como Joe Gurney
- Secrets of a Nurse (1938) como Joe Largo
- Mr. Sheldon Goes to Town (1939 short) como Salesman
- Risky Business (1939) como Hinge Jackson
- Blackwell's Island (1939) como County Prosecutor Ballinger (sem créditos)
- I Was a Convict (1939) como Jackson
- Panama Patrol (1939) como Maj. Phillip Waring
- Mr. Moto in Danger Island (1939) como Commissioner Madero
- Code of the Streets (1939) como "Chick" Foster
- Man of Conquest (1939) como John Hoskins
- Help Wanted (1939, Short) como J. T. Evans - Labor Commissioner (sem créditos)
- Fugitive at Large (1939) como Carter
- Thunder Afloat (1939) como Recruiting Officer (sem créditos)
- Calling All Marines (1939) como Murdock
- Pack Up Your Troubles (1939) como Adjutant
- Marshal of Mesa City (1939) como Sheriff Jud Cronin
- Legion of Lost Flyers (1939) como Smythe
- East Side Kids (1940) como Pat O'Day
- No Greater Sin (1941) como Dr. Edward Cavanaugh
- Ellery Queen and the Murder Ring (1941) como John Stack
- Crime Doctor (1943) como William Wheeler
- The Iron Major (1943) como Robert 'Bob' Stewart
- Thirty Seconds Over Tokyo (1944) como Lieut. Jurika
- The Thin Man Goes Home (1945) como Edgar Draque
- Meet Me in St. Louis (1944) como Mr. Alonzo Smith
- Between Two Women (1945) como Mr. Masters (sem créditos)
- Fall Guy (1945 short) como Floyd Parkson
- Son of Lassie (1945) como Anton
- Anchors Aweigh (1945) como Admiral's Aide
- Week-End at the Waldorf (1945) como Henry Burton
- Yolanda and the Thief (1945) como Mr. Candle
- They Were Expendable (1945) como Major James Morton
- The Postman Always Rings Twice (1946) como Kyle Sackett
- No Leave, No Love (1946) como Colonel Elliott
- The Cockeyed Miracle (1946) como Ralph Humphrey
- The Show-Off (1946) como Frank Harlin
- The Great Morgan (1946) como K.F. Studio Exec
- Lady in the Lake (1947) como Derace Kingsby
- Undercover Maisie (1947) como Amor aka Willis Farnes
- Song of the Thin Man (1947) como Mitchell Talbin
- The Amazing Mr. Nordill (1947, Short) como Everett Nordill, aka Everton
- Merton of the Movies (1947) como Lawrence Rupert
- Alias a Gentleman (1948) como Matt Enley
- On an Island with You (1948) como Commander Harrison
- The Velvet Touch (1948) como Gordon Dunning
- A Date with Judy (1948) como Lucien T. Pringle
- Little Women (1949) como Mr. March
- Any Number Can Play (1949) como Dr. Palmer
- Scene of the Crime (1949) como Capt. A.C. Forster
- Battleground (1949) como The Chaplain
- Ambush (1950) como Maj. C.E. Breverly
- The Big Hangover (1950) como Carl Bellcap
- The Skipper Surprised His Wife (1950) como Dr. Philip Abbott
- Crisis (1950) como Sam Proctor
- The Happy Years (1950) como Samuel H. Stover - Sr.
- Dial 1119 (1950) como Earl
- Watch the Birdie (1950) como Grantland D. Farns
- On Moonlight Bay (1951) como George Winfield
- Cattle Drive (1951) como Chester Graham Sr.
- It's a Big Country (1951) como Secret Service Man
- Angel Face (1952) como Fred Barrett
- By the Light of the Silvery Moon (1953) como George Winfield
- Let's Do It Again (1953) como Chet Stuart
- Sabre Jet (1953) como Lt. Col. George Eckert
- Engagement Party (1956) como Elliott Winston
- Peyton Place (1957) como Mr. Harrington
- From the Terrace (1960) como Samuel Eaton
- Maggie (1960, TV Movie) como Mark Bradley
- The Absent-Minded Professor (1961) como President Rufus Daggett
- Son of Flubber (1963) como President Rufus Daggett
- The Misadventures of Merlin Jones (1964) como Judge Holmsby / Lex Fortas
- The Monkey's Uncle (1965) como Judge Holmsby
- On a Clear Day You Can See Forever (1970) como Burt Clews
- Tora! Tora! Tora! (1970) como Frank Knox
- Toklat (1971) como Old Man / Narrator
- Hammersmith Is Out (1972) como General Sam Pembroke
- Brother of the Wind (1973) como Narrator (voice)
- The Meal (1975) como Bernard Wallace Kroger
- Timber Tramps (1975) como Deacon
- Sherlock Holmes in New York (1976, TV Movie) como Daniel Furman
- Claws (1977) como Ben Jones, Forest Commissioner
- The Best Place to Be (1979, TV Movie) como William Callahan
- Just You and Me, Kid (1979) como Manduke the Magnificent
- Testament (1983) como Henry Abhart
- Jake Speed (1986) como Pop Winston
- Peggy Sue Got Married (1986) como Barney Alvorg

## Créditos parciais em televisão
- Life with Father (1953-1955) como Clarence Day, Sr.
- Westinghouse Studio One (1958), episódio "Tongue of Angels" como Cyrus Walker
- Father of the Bride (1961-1962) como Stanley Banks
- The Ghost and Mrs. Muir (1970), episódio "Wedding Day ?????" como Bradford Williams
- Bewitched (1970), episódio "What Makes Darrin Run?" como Howard McMann
- Mister Ed (1963-1965) como Gordon Kirkwood
- My Three Sons (episódio 2-1968 da 9ª temporada) como Dr. Osborne
- Andy Griffith Show (temporada 7, episódio 9) como Mr. Hampton